# Raoul Gautier
Raoul Gautier (né le 15 avril 1854 - mort le 19 avril 1931) est un astronome suisse,
professeur à l'Université de Genève et sixième directeur de l'Observatoire de Genève de 1889 à 1931. Il est le fils d'Émile Gautier, précédent directeur.
Il fait des études à Genève, puis à Leipzig. En 1891, il intègre la Commission géodésique suisse. Il en est le secrétaire de 1893 à 1920, puis le directeur de 1921 jusqu'à sa mort. Doyen de la Faculté des sciences, vice-recteur puis recteur de l'université, il fait des travaux en chronométrie (Président du Groupe de l'Horlogerie), astronomie (éclipses de 1900 en Algérie et de 1905 à Majorque, comètes, étoiles novae), et météorologie. 
Il établit l'alimentation électrique de l'Observatoire de Genève, améliore les mires nord (au Mont Jura) et sud (au Mont Salève) pour la lunette méridienne, introduit la T.S.F. en 1914 afin d'entendre les signaux horaire de Paris, construit un nouveau bâtiment rectangulaire tournant pour installer un nouveau télescope de 1 mètre.
Gautier a pris l'initiative, avec Georges Tiercy, de créer un petit observatoire astronomique sur le site alpin du Jungfraujoch, où Émile Schaer a mené des observations dès 1922. 
De 1917 à 1921, il préside l'Association géodésique internationale réduite entre État neutre. En 1922, il est nommé vice-président de la section de Géodésie de l'Union géodésique et géophysique internationale.
De 1920 à 1921, il préside par intérim le Comité international des poids et mesures, dont il est membre depuis 1901,.